# 8849 Brighton
8849 Brighton è un asteroide della fascia principale. Scoperto nel 1990, presenta un'orbita caratterizzata da un semiasse maggiore pari a 2,9175491 UA e da un'eccentricità di 0,1040789, inclinata di 9,97879° rispetto all'eclittica.